# Laelia sinensis
Laelia sinensis är en fjärilsart som beskrevs av Walker 1855. Laelia sinensis ingår i släktet Laelia och familjen tofsspinnare. Inga underarter finns listade i Catalogue of Life.